# Pierre Rebut

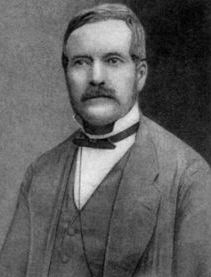
Pierre Rebut

Pierre Rebut (* 26. Mai 1827 in Saint-Jean-des-Vignes; † 14. März 1902 in Chazay-d’Azergues) war ein französischer Kakteengärtner. Sein botanisches Autorenkürzel lautet „Rebut“.

## Leben und Wirken
Pierre Rebut war ein Winzer, der sich der Aufzucht und Vermehrung von Kakteen zuwandte. Seine Kakteengärtnerei in Chazay-d’Azergues bei Lyon war über die Landesgrenzen hinaus bekannt.
Karl Moritz Schumann benannte ihm zu Ehren die Gattung Rebutia der Pflanzenfamilie der Kakteengewächse (Cactaceae). Des Weiteren sind die Artepitheta von ×Gasteraloe rebutii (= Aloe variegata × Gasteria sp.) und Lobivia rebutioides (Synonym zu Echinopsis densispina) nach ihm benannt worden.

## Kataloge
- Catalogue des cactées et plantes grasses diverses de la collection P. Rebut. 1886.
- Supplément au catalogue des cactées et plantes grasses diverses de la collection P. Rebut, à Chazay-d'Azergues (Rhône). Richardin & Duranton, Lyon 1893 (PDF).